# برمید رادیم
برمید رادیم (به انگلیسی: Radium bromide) با فرمول شیمیایی RaBr۲ یک ترکیب شیمیایی است. شکل ظاهری این ترکیب، دستگاه بلوری راست‌لوزی سفید است.